# Weißauge
Das Weißauge (Oxyzygonectes dovii) ist ein Brackwasserfisch, der auf der pazifischen Seite des südlichen Mittelamerika vorkommt. Sein Verbreitungsgebiet reicht von Poneloya in Nicaragua bis zum Río Salado auf der Azuero-Halbinsel in Panama.

## Merkmale
Das Weißauge hat eine langgestreckte Hechtlingsgestalt mit einem flachen Rücken und Kopf und erreicht, nach unterschiedlichen Quellen, eine Länge von 15 bis 24, eventuell sogar 34 cm. Der Kopf läuft von der Seite gesehen spitz zu, die Maulspalte ist lang, das Maul spatelartig flach. Von oben gesehen ist es halbkreisförmig abgerundet. Bei Jungfischen ist der Unterkiefer länger als der Oberkiefer, bei ausgewachsenen Tieren ist es umgekehrt. In beiden Kiefern sind die Zähne in breiten Bändern angeordnet, die Zähne der inneren Reihen sind dreispitzig. Die Augen befinden sich seitlich mittig am Kopf und besitzen eine auffällige leuchtend weiße Iris.
Die Geschlechter lassen sich an der Geschlechtspapille vor der Afterflosse unterscheiden, die beim Männchen spitz und zur Seite gebogen ist, während das Weibchen ein Geschlechtstäschchen besitzt. Im Unterschied zu den anderen Arten der Familie Anablepidae besitzen die Männchen der Weißaugen kein Gonopodium und die Befruchtung der Eier ist äußerlich.
- Flossenformel: Dorsale 8, Anale 14.
- Schuppenformel: mLR 29–31.

Die weit hinten sitzende Rückenflosse beginnt hinter dem Ansatz der längeren Afterflosse über der 23. Schuppe einer mittleren Längsreihe. Die Bauchflossen reichen bis zum Afterflossenansatz, die Schwanzflosse ist abgerundet. Die Anzahl der Wirbel liegt bei 28.
Das Weißauge ist silbrig bis bläulich gefärbt. Die Körperseiten der Männchen weisen einen kupferfarbenen bis gelblichen Glanz auf, während die Flossen gelblich sind. Auf dem Hinterkörper zeigen sich senkrechte, dunkle Streifen. Die Flossen der Weibchen sind transparent.

## Lebensweise
Das Weißauge lebt, syntop mit den Lebendgebärenden Zahnkarpfen Poecilia gillii und Poeciliopsis elongata, oberflächennah in Lagunen, Mangroven, Flussmündungen und den Unterläufen der Flüsse bis zu einer Höhe von 15 m über dem Meeresspiegel. Es ernährt sich von Detritus, Algen und Insekten. Die Fortpflanzung geschieht nur in Süßgewässern. Die Fische heften ihre relativ großen Eier (2,5–4 mm) an Wasserpflanzen, Wurzeln und Schilf. Die Eier sind zunächst klar und werden später trüb. Die Jungfische schlüpfen bei einer Wassertemperatur von 24 °C nach 14 bis 18 Tagen.